# Kocierzew Południowy (gmina)
Pour les articles homonymes, voir Kocierzew Południowy.
Kocierzew Południowy est une gmina (commune) rurale (gmina wiejska) du powiat de Łowicz, dans la Łódź, dans le centre de la Pologne.
Son siège administratif (chef-lieu) est le village de Kocierzew Południowy, qui se situe à environ 15 kilomètres au nord-est de Łowicz (siège du powiat) et 62 kilomètres au nord-est de Łódź (capitale de la voïvodie). voïvodie).
La gmina couvre une superficie de 93,54 km2 pour une population de 4 696 habitants en 2006.

## Histoire
De 1975 à 1998, la gmina est attachée administrativement à la voïvodie de Skierniewice.

Depuis 1999, elle fait partie de la voïvodie de Łódź.

## Géographie
La gmina inclut les villages et localités de :
- Boczki
- Gągolin Północny
- Gągolin Południowy
- Gągolin Zachodni
- Jeziorko
- Kocierzew Północny
- Kocierzew Południowy
- Konstantynów
- Łaguszew
- Lenartów
- Lipnice
- Osiek
- Ostrowiec
- Płaskocin
- Różyce
- Różyce-Żurawieniec
- Sromów
- Wejsce
- Wicie

### Gminy voisines
La gmina de Kocierzew Południowy est voisine des gminy de:
- Chąśno
- Iłów
- Kiernozia
- Łowicz
- Nieborów
- Nowa Sucha
- Rybno

## Structure du terrain
D'après les données de 2007, la superficie de la commune de Kocierzew Południowy est de 93,54 kilomètres carrés, répartis comme telle :
- terres agricoles : 93 %
- forêts : 2 %

La commune représente 9,48 % de la superficie du powiat.

## Démographie
Données du 31 décembre 2007 :
| Description        | Total  | Total | Femmes | Femmes | Hommes | Hommes |
| ------------------ | ------ | ----- | ------ | ------ | ------ | ------ |
| Unité              | Nombre | %     | Nombre | %      | Nombre | %      |
| Population         | 4 633  | 100   | 2 325  | 50,2   | 2 308  | 49,8   |
| Densité (hab./km²) | 49     | 49    | 25     | 25     | 24     | 24     |